# Confort adaptatif
 (février 2024).
Le confort adaptatif est un modèle de confort thermique récent[Quand ?] qui permet de déterminer les températures de confort dans un environnement où il y a des variations de température.
L'utilisation de ce modèle permet de réaliser des économies dans le chauffage ou la climatisation des édifices.

## Constat
Il a été constaté que les modèles classiques de confort thermique sont inadaptés pour décrire les situations transitoires (température non constante). Or, en pratique, cela concerne de très nombreux cas, et en particulier les conditions de confort d'été, dans des ambiances non strictement climatisées.
De plus, des chercheurs,, ont montré que les occupants vivant en permanence dans des espaces conditionnés exigent davantage un bas niveau de consigne de température et une grande homogénéité. À l’inverse, les gens vivant dans des bâtiments naturellement aérés et pouvant contrôler leur environnement s’accoutument à la variabilité.
Il existe une corrélation entre température intérieure moyenne sur une période et température de confort, qui est probablement le résultat de la rétroaction du comportement des individus face à la température intérieure.
Ce principe adaptatif a également été vérifié par le programme de recherche PASCOOL, qui a permis de remarquer que les individus peuvent se trouver en situation de confort à des températures plus élevées que prévu, principalement en privilégiant les zones plus « fraîches » des pièces.

## Modèle proposé
Plusieurs recherches concordent sur une formule de type, faisant intervenir la température extérieure :
{\displaystyle T_{conf}=aT_{ext}+b}
Selon De Dear et Brager, on peut estimer :
{\displaystyle T_{conf}=0,31T_{ext}+17,8}
Selon Humphreys 1978, Humphreys et Nicol 2000 et Nicol 2002 :
{\displaystyle T_{conf}=0,534T_{ext}+11,9}

## Perspectives
Étant donné qu'il existe une marge pour rapprocher la température de consigne de la température de confort sans passer par une climatisation constante qui rend plus sensible, des économies sur l'énergie nécessaire pour la climatisation sont possibles, a priori de 10 à 18 %.